# Melaenornis
Melaenornis G.R.Gray, 1840 è un genere di uccelli passeriformi della famiglia Muscicapidae.

## Tassonomia
Comprende le seguenti specie:
- Melaenornis brunneus (Cabanis, 1886) - pigliamosche ardesia dell'Angola
- Melaenornis fischeri (Reichenow, 1884) - pigliamosche ardesia occhibianchi
- Melaenornis chocolatinus (Rüppell, 1840) - pigliamosche ardesia dell'Abissinia
- Melaenornis annamarulae Forbes-Watson, 1970 - pigliamosche del Nimba
- Melaenornis ardesiacus Berlioz, 1936 - pigliamosche nero occhigialli
- Melaenornis edolioides (Swainson, 1837) - pigliamosche nero settentrionale
- Melaenornis pammelaina (Stanley, 1814) - pigliamosche nero meridionale
- Melaenornis pallidus (von Müller, 1851) - pigliamosche chiaro
- Melaenornis infuscatus (Smith, 1839) - pigliamosche turdino
- Melaenornis microrhynchus (Reichenow, 1887) - pigliamosche grigio africano
- Melaenornis mariquensis (Smith, 1847) - pigliamosche del Mariqua
- Melaenornis silens (Shaw, 1809) - pigliamosche fiscale